# Greverud
Greverud est une ville de la municipalité de Nordre Follo, dans le comté d'Akershus, en Norvège.

## Description
Greverud est situé au sud de Kolbotn, à environ 15 km au sud d'Oslo. La gare de Greverud, sur la ligne d'Østfold, dessert Oslo en 22 minutes. L'église moderne de Greverud, en brique rouge, a été construite en 1967.